# Darleane C. Hoffman
Darleane Christian Hoffman (Terril, 8 novembre 1926) è una chimica statunitense, specializzata in chimica nucleare e tra i ricercatori che hanno confermato l'esistenza di Seaborgio, elemento 106. È una scienziata senior della facoltà nella divisione di scienze nucleari del Lawrence Berkeley National Laboratory e professore nella scuola di specializzazione alla Università di California di Berkeley. Per i suoi numerosi successi, la rivista Discover l'ha riconosciuta nel 2002 come una delle 50 donne più importanti nella scienza.

## Biografia
È nata come Darleane Christian l'8 novembre 1926, a casa, nella piccola città di Terril, Iowa, ed è la figlia di Carl B. ed Elverna Clute Christian. Suo padre era un insegnante di matematica e sovrintendente delle scuole; sua madre ha scritto e diretto opere teatrali.
Quando era una matricola al college dell'Iowa State College (ora Iowa State University), ha seguito un corso di chimica obbligatorio tenuto da Nellie May Naylor, e ha deciso di proseguire gli studi in quel campo.  Ha conseguito la laurea (1948) e il dottorato di ricerca (1951) in (chimica nucleare) presso la Iowa State University.

## Carriera
Darleane C. Hoffman è stata chimica presso l'Oak Ridge National Laboratory per un anno e poi ha raggiunto il marito presso il Los Alamos Scientific Laboratory dove - dopo un lungo ritardo in cui le è stato negato l'accesso al laboratorio perché il dipartimento delle risorse umane si è rifiutato di credere che una donna avrebbe potuto essere un chimico - ha iniziato come membro dello staff nel 1953.

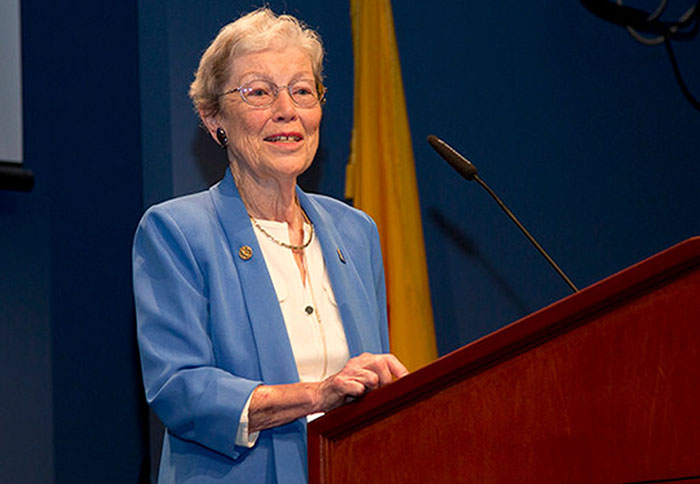
Darleane Hoffman

È diventata Capo Divisione della Divisione Chimica e Chimica Nucleare (Divisione Isotopi e Chimica Nucleare) nel 1979.  Ha lasciato Los Alamos nel 1984 per accettare incarichi come professore di ruolo presso il dipartimento di chimica presso l'UC Berkeley e leader del gruppo di elementi pesanti nucleari e radiochimici presso il Lawrence Berkeley National Laboratory. Inoltre, ha contribuito a fondare il Seaborg Institute for Transactinium Science presso il Lawrence Livermore National Laboratory nel 1991 e ne è diventata la prima direttrice, prestando servizio fino al 1996, quando si è "ritirata" per diventare Senior Advisor e Charter Director.
Nel corso della sua carriera, Hoffman ha studiato le proprietà chimiche e nucleari degli elementi transuranici e ha confermato l'esistenza del seaborgio.

## Vita privata
Subito dopo aver conseguito dottorato, Darleane Christian ha sposato Marvin M. Hoffman, un fisico. Gli Hoffman ebbero due figli, Maureane Hoffman, MD, Ph.D (Duke Medical School) e Daryl Hoffman (chirurgo plastico), entrambi nati a Los Alamos.

## Premi e riconoscimenti
- 2023 – Premio presidenziale Enrico Fermi[12]
- 2014 - Medaglia Los Alamos[13]
- 2000 - Medaglia Priestley, (la seconda donna a vincere il Priestley, dopo Mary L. Good nel 1997)
- 1997 - Medaglia Nazionale della Scienza
- 1990 - Medaglia Garvan-Olin
- 1986 – Fellow dell'American Physical Society
- 1983 - ACS Award for Nuclear Chemistry, la prima donna a vincere il premio
- 1978 – Borsa di studio Guggenheim

È membro dell'Accademia norvegese di scienze e lettere